# Daniel Gilbert
Daniel "Hurricane" Gilbert, född 18 mars 1974 i Hindås i Härryda kommun, är en svensk musiker.

## Biografi
Daniel Gilbert träffade Henrik Berggren och Håkan Hellström under högstadiet på Göteborgs högre samskola och 1989 bildade de gruppen Broder Daniel. Berggren skrev den första låten och spelade då gitarr och sjöng medan Gilbert spelade bas. Senare spelade han även klaviatur och sjöng. Under ett antal år studerade Gilbert i England då Broder Daniel hade en paus. Där lärde han sig sin första låt på gitarr, "Apache" med The Shadows. På Broder Daniels första skiva och bandets stora genombrott "Saturday Night Engine" som kom ut 1995, spelade Gilbert gitarr, men redan i slutet av samma år lämnade han bandet självmant.
Efter Broder Daniel spelade Gilbert med bland andra gruppperna Brudjävlar och Fiesta – i det senare tillsammans med Johan Neckvall. År 1999 var han med på Håkan Hellströms första demo och sedan första skiva. Han var sedan Hellströms trogna följeslagare och ansågs länge vara Hellströms högra hand. Daniel Gilbert nämns i många låtar, bland andra "Tro och tvivel" samt "Långa vägar", och 2005 "Hurricane Gilbert" på skivan Ett kolikbarns bekännelser. Vänner hade tidigaregett honom smeknamnet Hurricane efter orkanen Gilbert.
Senare spelade Daniel Gilbert i bland andra Augustifamiljen, The Junior och Love Kills. Han spelade även gitarr och sjöng på Theodor Jensens debutskiva. 28 december 2009 släpptes hans solodebut New African Sports, Soul Café Club No#1 på Dolores/EMI. På skivan medverkar förutom kompbandet även Theodor Jensen, och Finn Björnulfsson. Tillsammans med sitt kompband åkte han 2010 runt i Sverige och turnerade. Han medverkade också på The Göteborg String Theorys konsert.
År 2012 valde Gilbert att lämna Håkan Hellströms kompband efter tretton år som trogen vapendragare. Han menade att de musikaliskt hade växt ifrån varandra.[källa behövs] Daniel Gilbert fortsatte att spela i Augustifamiljen och släppte 2013 sitt andra soloalbum, Nowadays Daniel Can't Even Sing på Gaphals.
Gilbert gjorde comeback vid Håkan Hellströms sida i samband med konserterna på Ullevi 4 och 5 juni 2016. Han var med på scen och spelade gitarr och sjöng på låtarna "Hurricane Gilbert" och "Tro och Tvivel".

## Kompband
- Daniel "Hurricane" Gilbert – Sång & gitarr
- Olle Björk – Trummor & percussion
- Per Stålberg – Gitarr & kör
- Jonas Gustafsson – Bas & kör
- Victor Lager – Gitarr & kör
- Nils Dahl – Klavitur, tamburin & kör
- Henning Serhede – Pedalsteel, gitarr

## Diskografi

### Solo
- 2009 – New African Sports, Soul Café Club No#1
- 2012 – The Soul Of A Fool 7" singel
- 2013 – "Nowadays Daniel Can't Even Sing"
- 2023 – "Den unge Baader 7" singel[2]

### MedBroder Daniel
- 1995 – Saturday Night Engine

### MedHåkan Hellström
- 2000 – Känn ingen sorg för mig Göteborg
- 2002 – Det är så jag säger det
- 2005 – Ett kolikbarns bekännelser
- 2005 – Nåt gammalt, nåt nytt, nåt lånat, nåt blått (Även producent)
- 2008 – För sent för edelweiss
- 2010 – 2 steg från Paradise

### MedTheodor Jensen
- 2009 – Tough Love